# Мишакин
Мишакин — хутор в Питерском районе Саратовской области, в составе сельского поселения Мироновское муниципальное образование.

## География
Находится на расстоянии примерно 14 километров по прямой на северо-восток от районного центра села Питерка.

## Население
Постоянное население составляло не было учтено как в 2002 году (82% русские) , так и в 2010.